# Aeschi bei Spiez
Aeschi bei Spiez är en ort och kommun i distriktet Frutigen-Niedersimmental i kantonen Bern, Schweiz. Kommunen har 2 356 invånare (2023).